# Fatal Recoil
Fatal Recoil was een deathmetalband uit Ieper, België.

## Biografie
Fatal Recoil werd in 2003 opgericht en bestond in die tijd uit de zangers Søren en Joris, gitaristen Biezie en Fieto, bassist Bram en drummer Bart. In mei 2004 besloot Søren de band te verlaten en werd Jasse als zanger toegevoegd aan de band; eerst als gastzanger en later als tweede vaste zanger. Twee jaar later verliet zanger Joris de band.
Na het opnemen van een demo en promo-cd, kwam in 2007 tijdens het Belgische Rotten to the core de mini-cd Malicious uit. Eind 2007 verliet zanger Jasse de band. Hij werd in 2008 opgevolgd door Michael, de ex-zanger van First Alliance. In 2008 nam Fatal Recoil een promo-cd op bij VM Sound Studio in Ieper. Hierna, eveneens in 2008, nam de band de volledige CD Stigmatizing the Backslider op, met 12 nummers. Deze CD heeft als centraal thema het recidivisme bij misdadigers. Begin 2009 kwam bassist Bram bij de band. Hij is ook actief bij de band Knockdown.
Op 2 maart 2012 speelde Fatal Recoil zijn laatste optreden in thuishaven Ieper, na negen jaar actief te zijn geweest.

## Line-up
- Michael - Zang (2008 - 2012)
- Bram - Basgitaar (2009 - 2012)
- Biezie - Gitaar (2003 - 2012)
- Fieto - Gitaar (2003 - 2012)
- Bart - Drum (2003 - 2012)

## Ex-bandleden
- Søren - Zang (2003)
- Joris - Zang (2003 - 2006)
- Jasse - Zang (2004 - 2007)
- Bram - Basgitaar (2003 - 2008)
- Kurt - Basgitaar (2008, studio)

## Discografie
- Demo (2005)
- Malicious (2007)
- Stigmatizing the backslider (2010)